# 海螺新材
海螺（安徽）节能环保新材料股份有限公司（深交所：000619，简称：海螺新材），前称芜湖海螺型材科技股份有限公司，是中国深圳证券交易所的一家上市公司，公司主要生产销售塑料型材、新型铝材、节能门窗等建筑材料，以及全屋定制类产品、太阳能光伏配套产品等。
公司前身是1996年10月16日成立的安徽红星宣纸股份有限公司，1996年10月23日在深圳证券交易所挂牌上市（A股简称红星宣纸），2000年安徽红星宣纸股份有限公司与芜湖海螺塑料型材有限责任公司进行资产置换，并于2000年6月将公司更名为芜湖海螺型材科技股份有限公司（A股简称海螺型材）。
2016年，该公司主营业务收入31.85亿元人民币，公司净利润为0.76亿元人民币。2022年4月26日，海螺型材在当日公告中宣布自当月27日起更为现名。